# Болек и Лёлек (фильм, 1936)
«Болек и Лёлек» (пол. Bolek i Lolek) — польский чёрно-белый музыкальный фильм, романтическая комедия 1936 года.

## Сюжет
Бедный слесарь Болек, защищая женщину, ввязывается в драку с хулиганами. Сбегая от полиции, он попадает на приём к врачу. Там его принимают за другого человека, так как он очень похож на Лёлека, сына богатого предпринимателя. Благодаря этому он знакомится с дочерью американского промышленника.

## В ролях
- Адольф Дымша
- Антони Фертнер
- Янина Вильчувна
- Алина Желиская
- Михал Знич
- Владислав Грабовский
- Анджей Богуцкий
- Феликс Хмурковский
- Мария Хмурковская
- Янина Янецкая
- Ежи Кобуш
- Здзислав Карчевский
- Ядвига Букоемская
- Юзеф Сливицкий